# Slag van de Krater
De Slag van de Krater vond plaats op 30 juli 1864 bij Petersburg, Virginia tijdens de Amerikaanse Burgeroorlog. Het Zuidelijke Army of Northern Virginia onder leiding van general Robert E. Lee stond tegenover het Noordelijke Army of the Potomac aangevoerd door generaal-majoor George G. Meade die onder onmiddellijk supervisie van luitenant-generaal Ulysses S. Grant stond.
Na weken van voorbereiding brachten de Noordelijken op 30 juli 1864 een mijn tot ontploffing die een gat sloeg in de Zuidelijke linies bij Petersburg. Na dit eerste succes liep alles al snel verkeerd. Eenheid na eenheid viel aan via de krater. Eenmaal ter plaatse wisten ze niet wat te doen. Grant zou later zeggen dat deze aanval het meest trieste was dat hij ooit had aanschouwd. De Zuidelijken herstelden zich snel van de eerste schok en organiseerden verschillende tegenaanvallen onder leiding van brigadegeneraal William Mahone. De linies werden hersteld. De Noordelijken dropen af met zware verliezen. Dit was misschien de beste kans van Grant om Petersburg in te nemen. In plaats daarvan zou de strijd rond Petersburg en Richmond nog acht lange maanden aanslepen. Ambrose E. Burnside, de bevelvoerende officier van de aanval werd ontheven uit zijn functie.

## Achtergrond
Tijdens de oorlog was Petersburg een belangrijk knooppunt van spoorwegen. Het was de draaischijf om zowel de Zuidelijke hoofdstad Richmond als het Zuidelijke Army of Northern Virginia van generaal Robert E. Lee van de nodige voorraden te voorzien. Petersburg werd als de achterdeur naar Richmond beschouwd. Zonder Petersburg kon Richmond niet behouden worden. Na jaren van strijd zou dit uiteindelijk resulteren in het beleg van Petersburg, dat meer een loopgravenoorlog was dan een echte belegering. De stellingen waren 32 km lang en bevonden zich tussen Cold Harbor bij Richmond tot aan Petersburg.
Nadat Lee op 15 juni de poging van Grant om Petersburg in te nemen had verijdeld, verzandde de strijd in een stellingenoorlog. Grant had zijn les geleerd na Cold Harbor. Een frontale aanval op de sterke defensieve stellingen van Lee was pure zelfmoord. Luitenant-kolonel Henry Pleasants, bevelhebber van het 48th Pennsylvania Infantry van generaal-majoor Ambrose E. Burnsides IX Corps kwam met een alternatief aanvalsplan om de impasse te doorbreken
Pleasants was voor de oorlog een mijnbouwingenieur geweest uit Pennsylvania. Hij stelde voor om een schacht te graven onder de Zuidelijke stellingen en daarin explosieven aan te brengen. Hij stelde de zogenaamde Elliott’s Salient voor in het midden van de stellingen van het Zuidelijke First Corps. Indien dit plan werkte zou dit niet alleen veel verdedigers doden, maar zou er ook een groot gat ontstaan in de vijandelijke linies. Indien genoeg Noordelijke eenheden door dit gat zouden aanvallen, zouden ze er misschien in slagen om door te breken naar Petersburg. Burnside, die geen al te beste reputatie meer had na zijn nederlaag in 1862 tijdens de Slag bij Fredericksburg en zijn pover leiderschap tijdens de Slag bij Spotsylvania Court House, gaf Pleasants groen licht.

### Constructie van de schacht en de mijn

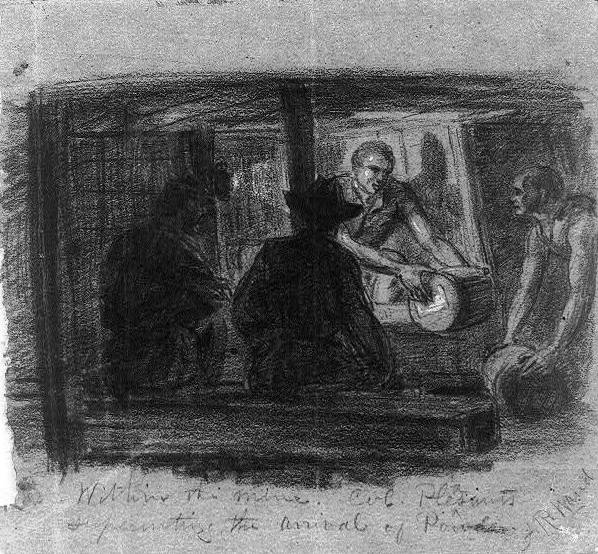
Eigentijdse schets van kolonel Pleasants tijdens de aanbrengen van de explosieven.

De graafwerkzaamheden begonnen eind juni 1864. Grant en Meade beschouwden ze meer iets om de manschappen bezig te houden en twijfelden of dit van werkelijk strategisch was. Pleasants verloor snel alle steun en diende op een bepaald moment zijn soldaten op pad te sturen in de bossen om genoeg hout te vinden om de tunnel te stutten. Toch vorderde het werk gestaag. De aarde werd met de hand verwijderd en via een geïmproviseerd transportsysteem bestaande uit oude munitiekisten naar buiten gereden. De tunnel werd gestut door hout afkomstig van een oude molen. Eens onder de Zuidelijke stellingen groef men niet dieper om de tunnel te beschermen tegen opkomend grondwater. Er werd verse lucht in de tunnel gepompt via een ingenieus systeem dat bij de ingang stond.
Op 17 juli 1864 bereikte de schacht de Zuidelijke stellingen. Er gingen als snel geruchten rond in de Zuidelijke stellingen over een mijnschacht. Lee weigerde dit eerst te geloven. Het duurde nog twee weken voor Lee het bevel gaf om een tegenschacht te graven. Dit zou echter geen succes worden. De Noordelijke mijnschacht werd niet op tijd gevonden. Generaal John Pegram, bevelhebber van de Elliott’s Salient, nam deze dreiging echter wel ernstig. Hij liet even verderop een nieuwe linie van loopgraven en artilleriestellingen aanleggen.
De mijnschacht zelf was aangelegd in een T-vorm. De tunnel zelf was 156 m lang en lag uiteindelijke 15 m onder de Zuidelijke stellingen. De tunnelingang was smal en was 1 m breed en 1,4 m hoog. Aan het einde van de tunnel hadden de Noordelijken een dwarse galerij uitgegraven van 23 m breed. Drie dagen na de mislukte aanval bij Deep Bottom beslisten Grant en Meade om toch door te gaan met het voorgestelde plan van Pleasants. De Noordelijken vulden de galerij met 3,6 ton explosieven. De rest van de galerij en 3 meter van de mijnschacht werd opgevuld met aarde om te voorkomen dat de explosie zich door de tunnel zou verplaatsen. Op 28 juli werd het ontstekingsmechanisme aangebracht.

### Voorbereidingen voor de aanval
Burnside liet een Afro-Amerikaans regiment van brigadegeneraal Edward Ferrero trainen om de aanval na de explosie te openen. De divisie bestond uit twee brigades. De ene brigade diende door te stoten langs de linkerkant van de krater en de andere brigade langs de rechterzijde. Daarna diende één regiment van iedere brigade de vijandelijke loopgraven aan weerszijden van de krater binnen te stormen en te veroveren. De andere regimenten dienden door te stoten naar de Jerusalem Plank Road die 490 m verderop lag. Met een beetje geluk zouden ze vandaaruit door kunnen stoten naar Petersburg zelf. Burnsides andere twee (blanke) divisies zouden de aanval ondersteunen en doorstoten naar Petersburg. De soldaten van Ferrero werden op zo’n 3 km achter de stellingen uit het zicht van de Zuidelijken twee weken intensief getraind voor hun opdracht.
Ondanks de uitstekende voorbereidingen en intensieve trainingen besliste Meade de dag voor de geplande aanval om toch maar niet de Afro-Amerikaanse troepen te gebruiken. Meade had geen goed oog in de aanval of capaciteiten van de aangeduide soldaten en deelde Burnside officieel mee dat te veel doden bij de Afro-Amerikaanse troepen politieke gevolgen zou kunnen hebben. Burnside protesteerde tegen Grant over de gang van zaken. Grant koos echter partij voor Meade. Burnside liet “vrijwilligers” door het lot aanduiden. De divisie van brigadegeneraal James H. Ledlie werd aangeduid. De soldaten werden door hun commandant echter niet op de hoogte gebracht van wat hun precies te doen stond. Ledlie was tijdens de aanval stomdronken.

## Verloop van de slag

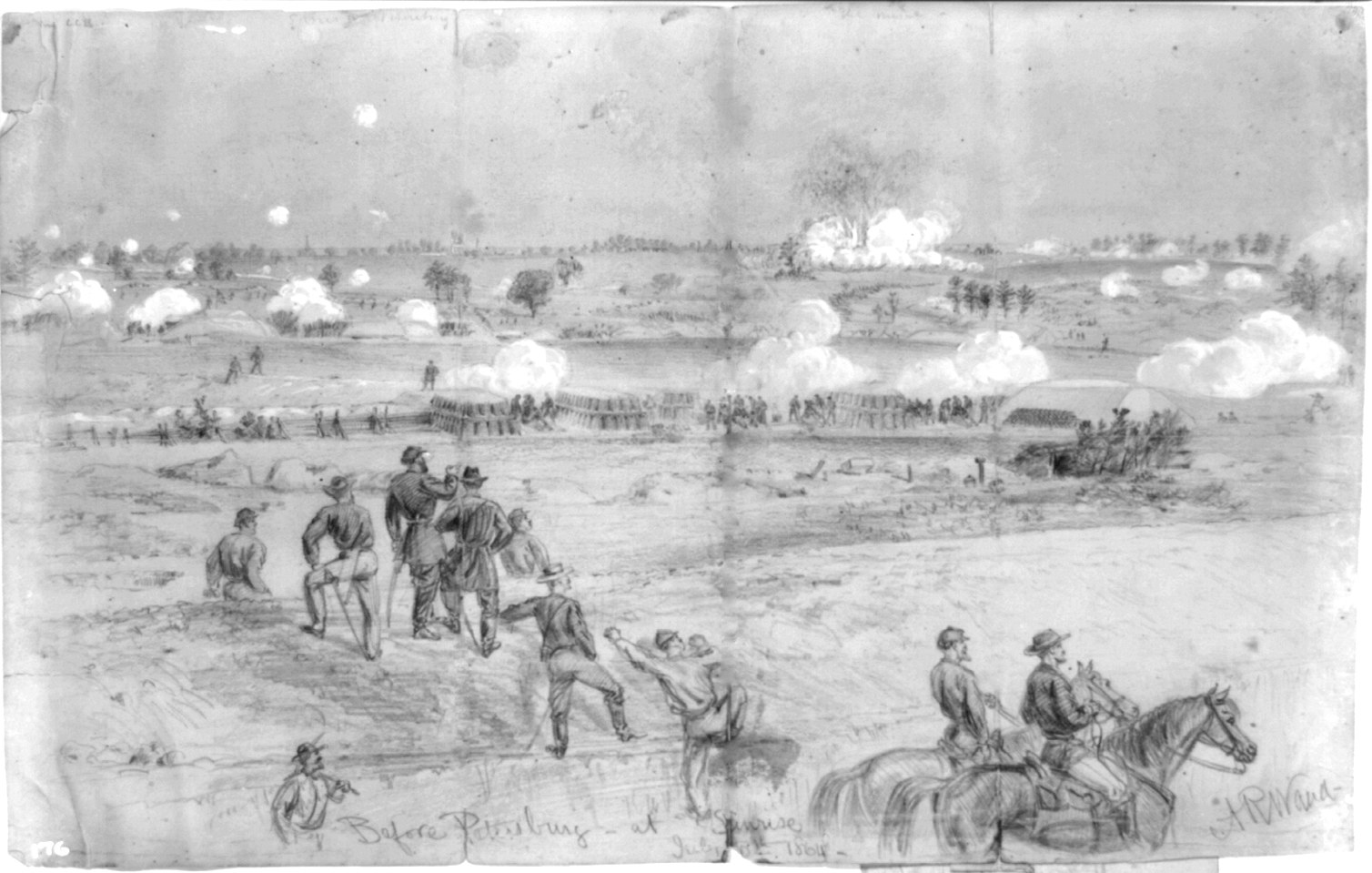
Tekening van de explosie te zien vanuit de Noordelijke linies.

Volgens het plan diende de mijn te ontploffen tussen 03.30 en 03.45 uur op 30 juli. Pleasants stak persoonlijk de lont aan, maar ook de lont was van slechte kwaliteit. Na verschillende mislukte pogingen werden er twee vrijwilligers in de tunnel gestuurd. Ze slaagden erin om de lont opnieuw aan te steken. Om 04.44 uur ging de mijn af in een enorme explosie waarbij aarde, kanonnen en soldaten de lucht invlogen. Er ontstond een krater van 52 m lang, 30 tot 37 m breed en 9 m diep.
Bij de explosie stierven 278 Zuidelijke soldaten. Door de schok werden gedurende de volgende 15 minuten geen schoten afgevuurd op de Noordelijken. Ook de onvoorbereide Noordelijke divisie van Ledlie kwam door de schok de eerste tien minuten niet in actie. Nadat de Noordelijken eindelijk vertrokken, bereikte de 31st Maine als eerste de Zuidelijke linies. In de plaats van langs de zijkanten op te rukken, zakten ze af in de krater zelf. Zo ging nog meer kostbare tijd verloren waardoor de Zuidelijken onder leiding van brigadegeneraal William Mahone de nodige tijd kreeg om soldaten te verzamelen om de tegenaanval in te zetten. In minder dan een uur hadden de Zuidelijken zich rond de rand van de krater verzameld. De Noordelijken incasseerden in de bodem van de krater zowel geweer- en artillerievuur. Het plan was faliekant afgelopen. In de plaats van de schade te beperken, stuurde Burnside toch nog de divisie van Ferrero naar voren. Ook zij zakten af in de krater en in de volgende uren slachtten de soldaten van Mahone en de soldaten van generaal-majoor Bushrod Johnson het Noordelijke IX Corps af. Enkele Noordelijke eenheden slaagden erin om vooruitgang te boeken en de vijand langs de rechterzijde van de krater te flankeren. Dit resulteerde in zware man-tegen-mangevechten. Een succesvolle Zuidelijke tegenaanval verjoeg de Noordelijken uit hun vooruitgeschoven stellingen. In de laatste fase van de slag vielen er veel slachtoffers onder de Afro-Amerikaanse soldaten, zelfs nadat ze zich hadden overgegeven.

## Gevolgen

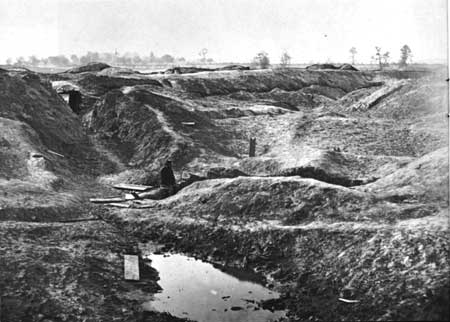
De krater met een Noordelijke soldaat in 1865.

De Noordelijken verloren 3.798 soldaten waarvan er 504 sneuvelden, 1.881 gewond raakten en 1.413 vermist of gevangen waren. De Zuidelijken verloren 1.491 soldaten waarvan er 361 sneuvelden, 727 gewond raakten en 403 vermist raakten. Veel van de slachtoffers vielen in de Afro-Amerikaanse divisie van Ferrero. Meade bracht Burnside voor de krijgsraad. Ook Ledlie, Ferrero, Orlande B. Willcox en kolonel Zenas Bliss werden aangeklaagd. Burnside verloor zijn commando over het IX Corps en zou later geen commando meer krijgen. Hoewel Meade een even grote verantwoordelijkheid droeg als Burnside, ontsnapte Meade de dans. Toch zou de United States Congress Joint Committee on the Conduct of the War in 1865 Burnside van alle blaam zuiveren en Meade volledig verantwoordelijk stellen. Ondertussen was Burnsides reputatie wel volledig kapot. Hoewel deze slag een Zuidelijke overwinning was, veranderde dit niets aan de situatie en stellingen rond Petersburg en Richmond.

## Aanbevolen lectuur
- Pleasants, Henry. Inferno at Petersburg. Edited by George H. Straley. Philadelphia: Chilton Book Co., 1961.
- Slotkin, Richard. No Quarter: The Battle of the Crater, 1864 New York: Random House, 2009. ISBN 1-4000-6675-1.
- Trudeau, Noah Andre. The Last Citadel: Petersburg, Virginia, June 1864 – April 1865. Baton Rouge: Louisiana State University Press, 1991. ISBN 0-8071-1861-3.